# Макарем Ширази
На́сер Мака́рем Шира́зи (перс. ناصر مکارم شیرازی‎; род. 3 декабря 1924) — иранский исламский богослов, великий аятолла.

## Биография
Родился в 1924 году (1345 год Хиджры) в Ширазе в религиозной семье. В родном Ширазе окончил начальную и среднюю школу. Когда Макарему Ширази исполнилось восемнадцать лет он уехал из родного рода и продолжил образование в городах Кум и Наджаф.
Вернувшись из Наджафа Макарем Ширази поселился в Куме и приступил к религиозной и преподавательской деятельности.

## Работы и вклад в богословие
Великий аятолла Макарем Ширази является автором большого количества работ по исламскому вероучению, исламскому праву, познанию ислама, толкованию Корана и многим другим вопросам. Большая часть его книг переведена на другие языки мира. Известен он и своими переводами Корана.
Всего аятоллой Макаремом Ширази написано более 100 книг.

## Политические взгляды
Известен также тем, что в 2010 году в интервью государственному иранскому агентству IRNA назвал Холокост «суеверием» и утверждал, что сионисты сажают в тюрьму тех, кто пытается выяснить правда это или выдумка, чтобы евреи могли изображать из себя жертву.
Ширази издал фетву с призывом к убийству иранского демократического активиста Рузбех Фараханипур. Он также выступает за смертную казнь путём побивания камнями для прелюбодеев и гомосексуалистов.